# Tour de Guayana
El Tour de Guayana, anteriormente conocido como "Le Tour du Littoral" o rara vez "La Grande Boucle Guyanaise" es una competición ciclismo en ruta por etapas que tienen lugar principalmente en Guayana cada año, mientras que de vez en cuando a través de países vecinos. Se lleva a cabo en nueve pasos, la ruta conecta las principales ciudades del departamento : Cayena, Kourou, Saint-Laurent-du-Maroni.
La vuelta se ha convertido internacional desde 1978, que gana en importancia y popularidad en las ediciones, su duración se extiende. La participación se está expandiendo, moviéndose de un paquete predominantemente de Guayana durante las primeras ediciones, con más de 10 ediciones de diferentes nacionalidades.